# Єльцовська сільська рада (Єльцовський район)
Єльцо́вська сільська рада (рос. Ельцовский сельский совет) — сільське поселення у складі Єльцовського району Алтайського краю Росії.
Адміністративний центр та єдиний населений пункт — село Єльцовка.

## Населення
Населення — 2915 осіб (2019; 2861 в 2010, 3337 у 2002).